# Gelasma miyashitai
Gelasma miyashitai är en fjärilsart som beskrevs av Inoue 1982. Gelasma miyashitai ingår i släktet Gelasma och familjen mätare. Inga underarter finns listade i Catalogue of Life.